# Hřib hnědočervený
Hřib hnědočervený (Xerocomus badiorufus) neboli suchohřib hnědočervený (nikoli suchohřib červenohnědý, což je synonymum pro hřib osmahlý) je vzácná jedlá hřibovitá houba ze skupiny suchohřibů.

## Synonyma
- Boletus badiorufus
- Xerocomus badiorufus[1]
- hřib hnědočervený
- suchohřib hnědočervený[1]

## Taxonomie
Hřib hnědočervený považují někteří mykologové za samostatný druh, jiní jej řadí k (sucho)hřibu hnědému a název vnímají jako synonymum.

## Vzhled

### Makroskopický
Klobouk pravidelně polokulovitý, větší než u hřibu hnědého. Povrch tmavě špinavě červenohnědý, okraj dlouho podvinutý.
Rourky velmi nízké, krátce sbíhající, nažloutlé. Póry bělavé, po poraněné neměnné.
Třeň jemně zrnitý, světle okrový až červenohnědý.
Dužnina oproti hřibu hnědému téměř nemodrá, vůně ovocná s pestercovou složkou.

### Mikroskopický
Spóry jsou výrazně menší než u hřibu hnědého.

## Výskyt
Hřib hnědočervený se vyskytuje vzácně v listnatých (méně často jehličnatých) lesích a na vřesovištích, pod duby, buky, kaštanovníkem setým a borovicemi, a to především na kyselých půdách. Fruktifikuje od srpna do října.

## Záměna
- hřib hnědý
- hřib naduřelý